# ونگورلا
ونگورلا (به انگلیسی: Vengurla) یک زیستگاه انسانی در هند است که در Sindhudurg district واقع شده‌است.

## خصوصیات
ونگورلا ۱۲٬۴۷۱ نفر جمعیت دارد و ۱۱ متر بالاتر از سطح دریا واقع شده‌است.

## نگارخانه

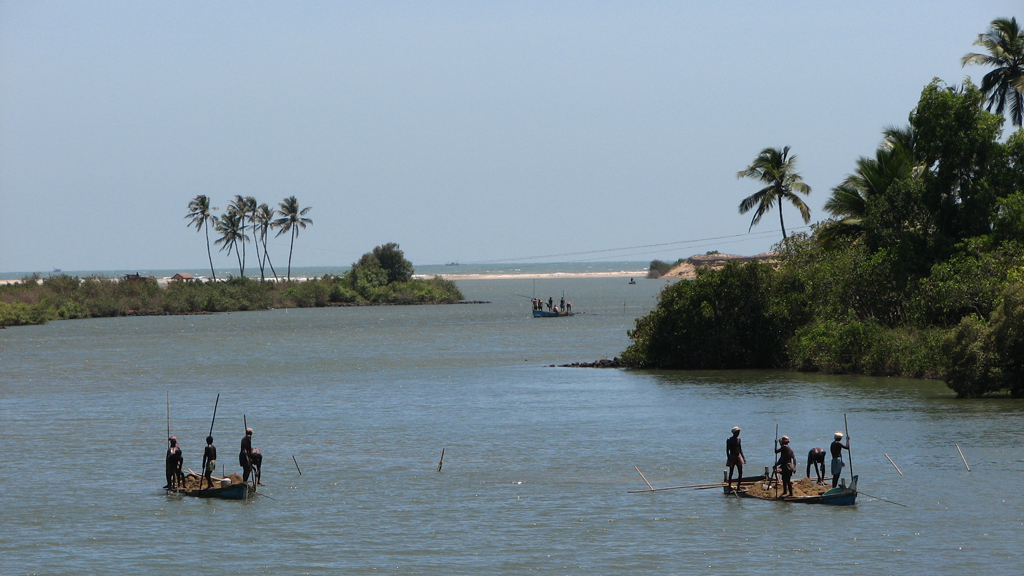
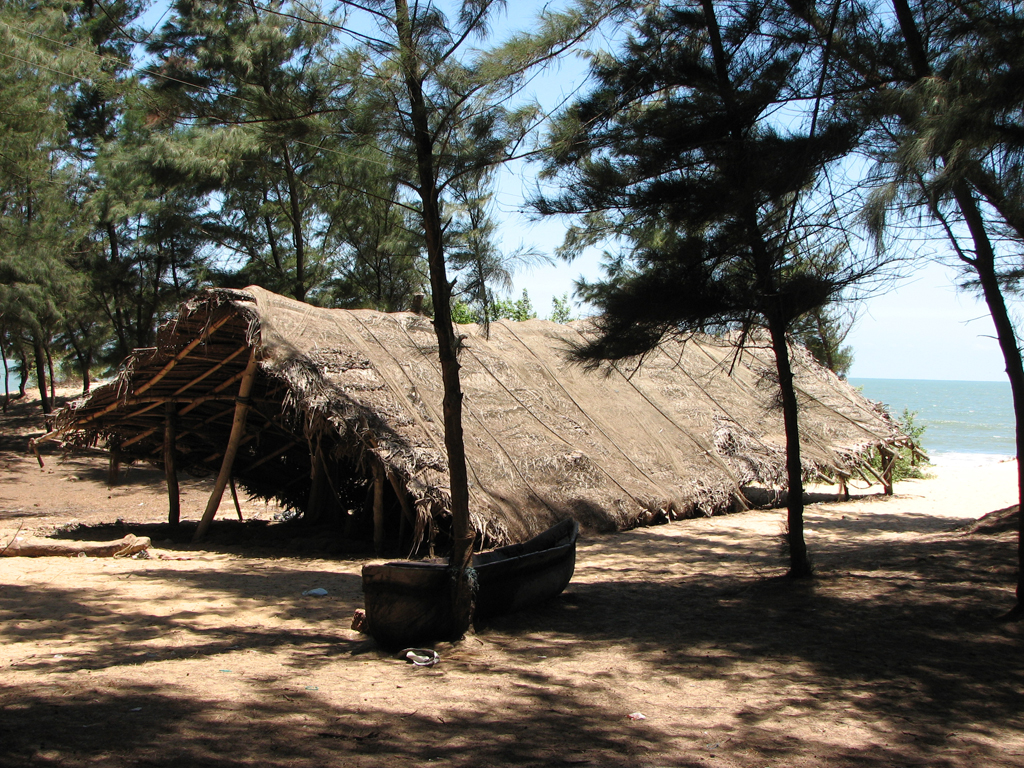
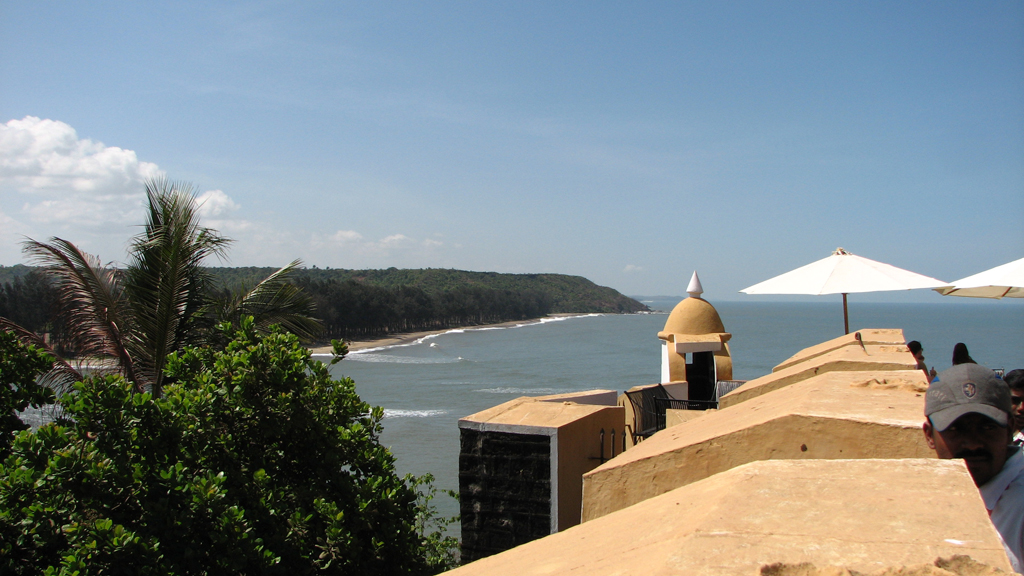
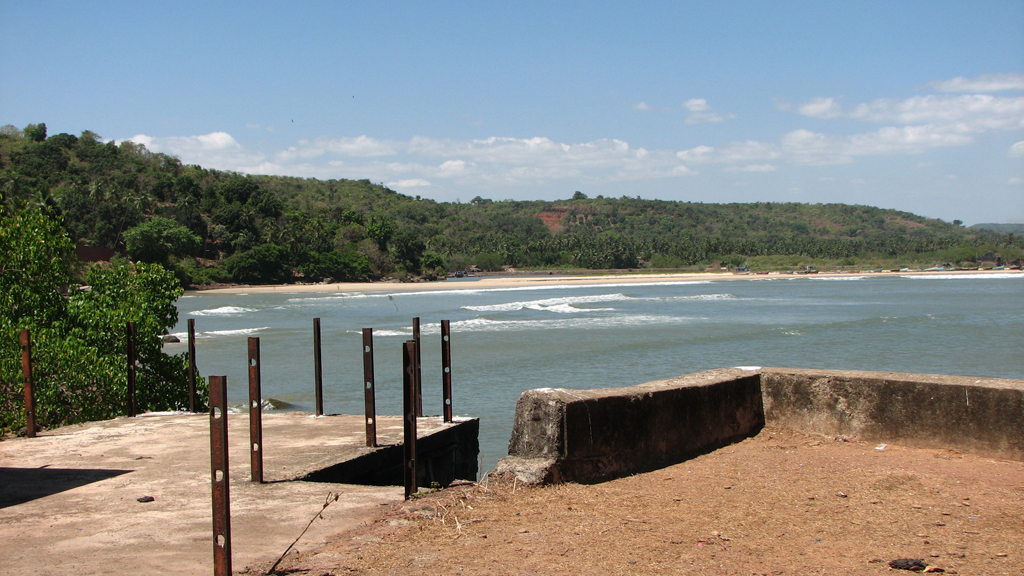